# Tihany
Tihany é uma vila localizada na península de mesmo nome, às margens do lago Balaton, na Hungria.
Foi fundada pelo rei André I da Hungria, que em 1055 mandou construir um mosteiro beneditino no local, onde determinou que seria sepultado. A carta de fundação do mosteiro é o documento em língua húngara mais antigo que se conhece.